# Strage di Cicciano
La strage di Cicciano fu un episodio di avvelenamento multiplo volontario avvenuto a Cicciano, in provincia di Napoli, durante il periodo di Pasqua del 1989. L’episodio causò la morte di quattro persone e il ricovero di una decina di familiari, a seguito dell’ingestione del diserbante paraquat, introdotto volontariamente nei cibi da Carmela De Stefano, sorella e madre di alcune delle vittime.

## Contesto
Cicciano è un comune del territorio nolano, in Campania. L’episodio avvenne in un contesto domestico, durante le festività pasquali, nella casa della famiglia Camerino–De Stefano. Alcuni membri della famiglia iniziarono a manifestare gravi sintomi di intossicazione alimentare.
I sospetti si concentrarono su Carmela De Stefano, una donna di 47 anni affetta da disturbi psichici, residente nella stessa abitazione delle vittime.

## I fatti
Secondo le indagini condotte dai Carabinieri e dalla Procura di Nola, Carmela De Stefano avrebbe versato il diserbante paraquat in alimenti e bevande consumati da familiari stretti. Il primo episodio avvenne a pranzo, quando la donna contaminò la minestra servita alla sorella Jolanda De Stefano e al cognato Santolo Camerino. Entrambi morirono nei giorni successivi.
Nei giorni seguenti, la donna continuò a contaminare altri alimenti, tra cui la pasta e il latte destinato ai suoi figli. Il bilancio finale fu di quattro morti e almeno dieci familiari ricoverati.

## Vittime
Le vittime accertate furono:
- Jolanda De Stefano – sorella dell'autrice
- Santolo Camerino – cognato
- Antonietta De Stefano – madre
- Giuseppina Camerino – cognata

## Indagini e confessione
Le analisi tossicologiche condotte dal  Centro Antiveleni dell’Ospedale Antonio Cardarelli di Napoli  confermarono la presenza del paraquat. Dopo un lungo interrogatorio, Carmela De Stefano confessò i delitti, motivandoli con manie persecutorie e rancori familiari legati all’eredità. Alla magistratura dichiarò: «Mi volevano portare via tutto».
Fu arrestata e successivamente internata in una struttura psichiatrica giudiziaria. Una perizia confermò l’incapacità di intendere e di volere al momento dei fatti.

## Reazioni
Il caso suscitò forte impressione nell’opinione pubblica. Il sindaco di Cicciano emise un’ordinanza per vietare temporaneamente il consumo di acqua non controllata e ortaggi coltivati localmente, in attesa dei risultati delle analisi ambientali.
L'evento fu portato all’attenzione della Camera dei Deputati durante la seduta del 4 aprile 1989, tramite un'interrogazione al Ministro della Sanità e dell’Agricoltura, nella quale si segnalava la morte di quattro persone (compreso il costruttore edile Santolo Camerino e almeno una vittima in più), e la presenza di almeno dieci intossicati, richiedendo al governo interventi urgenti sul divieto del paraquat e sui controlli sui pesticidi.